# Natália Mackovičová
Natália Mackovičová (* 15. Oktober 1983 in Bratislava) ist eine slowakische Fußballspielerin und -trainerin.

## Karriere

### Verein
Am 1. August 2006 wechselte sie vom PVFA Bratislava zum SCU Ardagger. Am 1. August 2008 wechselte sie nach England zu Brentwood Town Ladies FC und kehrte im Sommer 2010 zu SCU Ardagger zurück. Am 14. Februar 2012 verließ sie Österreich und wechselte in die Slowakei zu OFK Dunajská Lužná.

### International
Mackovičová gehört seit 1999 zum Kader der slowakischen Fußballnationalmannschaft der Frauen.

### Trainer-Karriere
Seit Sommer 2012 agiert Mackovičová als Spielertrainerin in der I. ligy für OFK Dunajská Lužná.